# Johannes Nörr
Johannes Nörr (* 25. Juni 1886 in Zumhaus, Gemeinde Breitenau, Bezirksamt Feuchtwangen; † 21. Oktober 1974) war ein deutscher Veterinärmediziner.

## Leben
Johannes Nörr besuchte das Humanistische Gymnasium in Günzburg. Nach dem Abitur studierte er Veterinärmedizin in München, Berlin und Dresden. 1905 wurde er Mitglied des Corps Vandalia München. 1912 wurde er in Berlin zum Dr. med. vet. promoviert. 1921 habilitierte er sich an der Tierärztlichen Hochschule Dresden, wo er Privatdozent wurde. 1924 ernannte ihn die Universität Leipzig zum außerordentlichen Professor für Innere Medizin der Tiere. 1925 ging er als ordentlicher Professor an die neu eingerichtete veterinärmedizinische Fakultät der Universität Sofia. 1927 folgte er einem Ruf an die Universität Gießen als ordentlicher Professor für Innere und Gerichtliche Veterinärmedizin und wurde Direktor der Gießener Veterinärklinik. 1930 wechselte er an die Ludwig-Maximilians-Universität München als Professor für Innere und Gerichtliche Tierheilkunde sowie Direktor der Universitäts-Tierklinik. Als die veterinärmedizinische Fakultät 1939 geschlossen wurde, ging er wieder nach Gießen, kehrte jedoch nach dem Zweiten Weltkrieg wieder nach München zurück, wo er 1952 emeritiert wurde.
Nörrs wissenschaftliche Arbeiten, die er in über 100 Aufsätzen veröffentlichte, erstreckten sich insbesondere über die Gebiete der normalen und pathologischen Physiologie sowie der Inneren
und Forensischen Veterinärmedizin. Er gehörte seit 1931 für vier Jahre dem Vorstand der Deutschen Gesellschaft für Kreislaufforschung an. 1934 war er Vorsitzender der Tagung der Gesellschaft in Bad Nauheim.

## Schriften
- Das Elektrokardiogramm des Pferdes, 1913
- Der Blutkreislauf. In: Lehrbuch der vergleichenden Physiologie der Haussäugetiere, 3. Auflage 1925
- Vergleichende pathologische Physiologie der Kreislauforgane. In: Handbuch der normalen und pathologischen Physiologie, 7. Band: Blutzirkulation. Zweiter Teil: Blutgefäße · Kreislauf, 1927, S. 1803–1835
- Sprachliche Unebenheiten in der Tierheilkunde, 1939

## Auszeichnungen
- Eisernes Kreuz 1914 II. und I. Klasse
- Verwundetenabzeichen
- Dr. med. vet. h. c. der Universität Sofia, 1939[2]